# Kulcita
Kulcita (lat. Culcita), rod papratnica smješten u vlastitu porodicu Culcitaceae, dio reda Cyatheales. Postoje barem dvije priznate vrste u neotropima i zapadnom Mediteranu.

## Vrste
1. Culcita coniifolia (Hook.) Maxon; Srednja i Južna Amerika, Karibi
2. Culcita macrocarpa C.Presl; Španjolska, Portugal, Azori, Kanari, Madeira